# Izraelski Szlak Narodowy

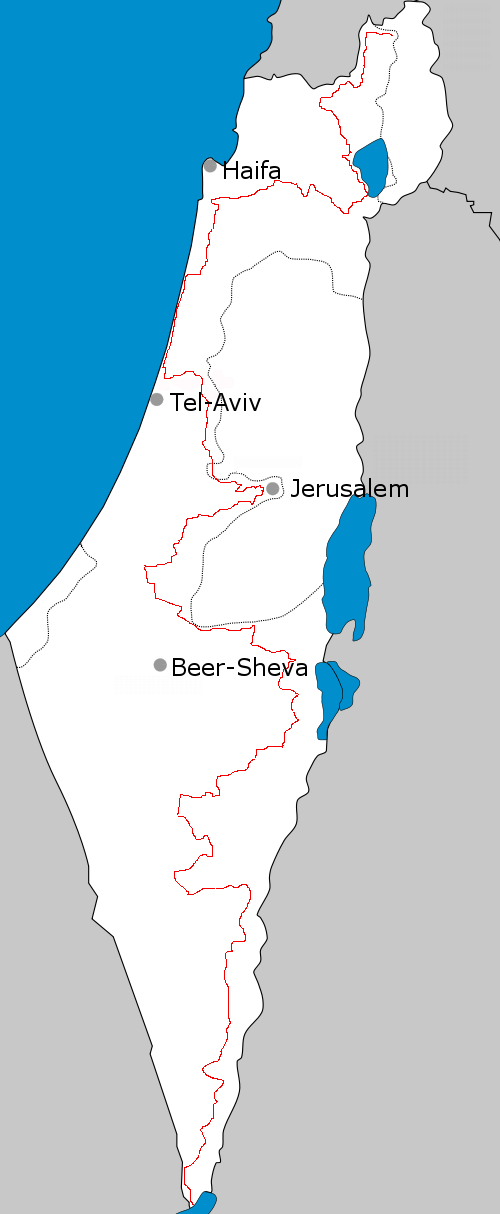
Trasa Izraelskiego Szlaku Narodowego

Izraelski Szlak Narodowy (ang. Israel National Trail, hebr. Szwil Jisra’el) – Narodowy szlak pieszy Izraela prowadzący z Ejlatu nad Morzem Czerwonym do kibucu Dan na północy kraju niedaleko granicy z Libanem. Kierunek jego pokonywania jest dowolny.
Najlepsza pora na pokonywanie szlaku to miesiące wiosenne od lutego do maja.

## Historia
Pomysłodawcą szlaku, który oficjalnie został otwarty w 1994 roku był Abraham Tamir (1907–1988). Otwarcia dokonał ówczesny prezydent Izraela Ezer Weizman.

## Przebieg
Ejlat – Micpe Ramon – Negew – Arad – Jerozolima – Latrun – Tel Awiw – Netanja – Cezarea – Nazaret – Migdal – Dan